# Devil Take Us
Devil Take Us ist ein US-amerikanischer Dokumentarfilm von 1952 unter der Regie von Herbert Morgan. Morgan schrieb auch das Drehbuch zum Film und fungierte als Produzent.

## Handlung
Ein Polizeibeamter, der im Dienst meist Motorrad fährt, kauft ein gebrauchtes Auto, um damit für einen Kurzurlaub zu seiner Familie an die Ostküste zu fahren. Unterwegs gibt es kleinere Probleme mit dem Wagen, aber auch Ärger mit rücksichtslosem Verhalten im Straßenverkehr. Der Polizist tauscht seine Erfahrungen unterwegs mit einem Kollegen von der Autobahnpolizei aus, der über seine teils schlechten Erfahrungen mit Verkehrsrowdys berichtet. Thematisiert wird auch die Wahrnehmung des Polizeibeamten, wie sich die Rückreise aus dem Urlaub von der Reise in den Urlaub unterscheidet. 

## Produktion und Hintergrund
Die Filmaufnahmen entstanden in Kalifornien in den USA.
Del Kuhn, der hier in der Rolle des Polizisten zu sehen ist, war einer der führenden Offroad-Motorrad-Rennfahrer der Vereinigten Staaten in den 1940er- und 1950er-Jahren. Er gewann unter anderem den renommierten Greenhorn Enduro in den Jahren 1948, 1950 und 1951. Kuhn übte auch den Beruf des Polizeibeamten aus.

## Auszeichnungen
- 1953 war Herbert Morgan mit Devil Take Us für den Oscar nominiert in den Kategorien „Bester Kurzfilm“ (2 Filmrollen) und „Bester Dokumentarfilm“ (Kurzfilm)[3]

Die Auszeichnung ging an Walt Disney für Wasservögel und Norman McLaren für Neighbours.